# Tour de Marzes
La tour de Marzes est une ancienne tour d'habitation d'un château cité au XIIIe siècle, qui se dresse sur la commune française de Saint-Cernin dans le département du Cantal, en région Auvergne-Rhône-Alpes.
La tour-donjon fait l'objet d'une inscription au titre des monuments historiques par arrêté du 11 juin 1964.

## Localisation
Le tour de Marzes est situé sur la commune de Saint-Cernin, dominant un affluent de la Doire, dans le département français du Cantal.

## Historique
Le château est cité au XIIIe siècle.

## Description
La tour d'habitation possédait cinq niveaux d'habitation. On accédait à son rez-de-chaussée voûté, primitivement aveugle, par une trappe depuis le premier étage. Des latrines en encorbellement équipaient les deuxième et troisième niveaux.